# Грузька (притока Єзуча)
Грузька — річка в Україні, у Конотопському районі Сумської області. Ліва притока Єзуча (басейн Дніпра).

## Опис
Довжина 20 км, похил річки — 0,70 м/км. Площа басейну 131 км².

## Розташування
Бере початок у Леонтіївці. Тече переважно на північний захід і на північно-західній околиці Дубинки впадає у річку Єзуч, ліву притоку Сейму. 
Населені пункти вздовж берегової смуги: Слобода, Грузьке. 
Річку перетинає автомобільна дорога Т 1910.
Словник гідронімів України зазначає цю річку як притоку Конотопа, який нині вважається зниклим.